# Zombies 3
Série
Zombies 2
(2022) Zombies 4 : L'aube des vampires
(2025)
Pour plus de détails, voir Fiche technique et Distribution.
Zombies 3 (stylisé Z-O-M-B-I-E-S 3) est un téléfilm musical américain,  faisant partie de la collection des Disney Channel Original Movies, réalisé par Paul Hoen avec Milo Manheim et Meg Donnelly, diffusé le 15 juillet 2022 sur Disney+ et pour la première fois le 12 août 2022 sur Disney Channel.
En France, le film est diffusé pour la première fois le 1er octobre 2022 sur Disney Channel.

## Synopsis
Zed et Addison entament leur dernière année au lycée de Seabrook, dans la ville devenue un refuge pour les monstres comme pour les humains. Zed espère obtenir une bourse d'athlétisme qui fera de lui le premier zombie à aller à l'université, tandis qu'Addison se prépare pour la première compétition internationale de pom-pom girls. Bientôt des extraterrestres apparaissent à Seabrook...

## Fiche technique
- Titre original et français : Zombies 3
- Réalisation : Paul Hoen
- Scénario : David Light et Joseph Raso
- Direction artistique : Mark Hofeling
- Photographie : Christian Tipo Herrera
- Musique : George S. Clinton et Amit May Cohen
- Montage : Lisa Binkley
- Sociétés de production : Walt Disney Television
- Société de distribution : Disney Channel
- Pays d'origine : États-Unis
- Langue originale : anglais
- Format : couleur
- Durée : 88 minutes
- Dates de première diffusion :
  - États-Unis : 15 juillet 2022 sur Disney+
12 août 2022 sur Disney Channel
  - France : 1er octobre 2022 sur Disney Channel France

## Distribution
- Milo Manheim (VFB : Grégory Praet) : Zed
- Meg Donnelly (VFB : Audrey d'Hulstère) : Addison
- Emilia McCarthy (VFB : Laëtitia Liénart) : Lacey
- Jasmine Renee Thomas (VFB : Julie Dacquin) : Stacey
- Noah Zulfikar (VFB : Alessandro Bevilacqua) : Jacey
- Pearce Joza (VFB : Olivier Prémel) : Wyatt
- Chandler Kinney (VFB : Julie Khaye) : Willa
- Ariel Martin (VFB : Élisabeth Guinand) : Wynter
- Kylee Russell (VFB : Shérine Seyad) : Eliza
- Trevor Tordjman (VFB : Alexis Flamant) : Bucky
- Carla Jeffery (VFB : Sophie Pyronnet) : Bree
- James Godfrey (VFB : Sébastien Hébrant) : Bonzo
- Kingston Foster (VFB : Apolline Guyot) : Zoey
- RuPaul Charles : le Vaisseau Mère (voix)